# Championnats d'Europe de gymnastique artistique masculine 2002
Navigation
Édition précédente Édition suivante
Le 25e championnat d'Europe de gymnastique artistique masculine s'est déroulé à Patras en Grèce en 2002.

## Résultats

### Concours général par équipe
| Rang               | Pays | Gymnastes                                                                                | Total   |
| ------------------ | ---- | ---------------------------------------------------------------------------------------- | ------- |
| Médaille d'or      | ROM  | Marius Urzica Marian Dragulescu Ioan Silviu Suciu Dan Potra Constantin Vovaci            | 168.170 |
| Médaille d'argent  | RUS  | Alexei Nemov Evgueni Podgorni Alexei Bondarenko Nikolai Krukov Evgueni Krylov            | 167.098 |
| Médaille de bronze | BLR  | Dimitri Kasparovich Alexander Kruzhylov Denis Savenkov Vitali Valynchuk Alexei Sinkevich | 166.582 |

### Concours général individuel
| Rang               | Gymnaste                | Sol   | Cheval d'arçon | Anneaux | Saut  | Barres parallèles | Barre fixe | Total  |
| ------------------ | ----------------------- | ----- | -------------- | ------- | ----- | ----------------- | ---------- | ------ |
| Médaille d'or      | Dan Potra (ROU)         | 8.787 | 9.400          | 9.512   | 9.337 | 9.262             | 9.412      | 55.710 |
| Médaille d'argent  | Yordan Yovchev (BUL)    | 9.700 | 8.875          | 9.712   | 9.337 | 9.187             | 8.812      | 55.623 |
| Médaille de bronze | Alexei Bondarenko (RUS) | 9.600 | 8.775          | 9.225   | 9.512 | 9.150             | 9.350      | 55.612 |

### Finales par engins

#### Sol
| Rang               | Gymnaste                | Total |
| ------------------ | ----------------------- | ----- |
| Médaille d'or      | Alexei Nemov (RUS)      | 9.825 |
| Médaille d'argent  | Yordan Yovchev (BUL)    | 9.762 |
| Médaille de bronze | Marian Dragulescu (ROU) | 9.687 |

#### Cheval d'arçon
| Rang               | Gymnaste                | Total |
| ------------------ | ----------------------- | ----- |
| Médaille d'or      | Marius Urzica (ROU)     | 9.812 |
| Médaille d'argent  | Ioan Silviu Suciu (ROU) | 9.662 |
| Médaille de bronze | Alberto Busnari (ITA)   | 9.637 |

#### Anneaux
| Rang               | Gymnaste                   | Total |
| ------------------ | -------------------------- | ----- |
| Médaille d'or      | Yordan Yovchev (BUL)       | 9.750 |
| Médaille d'argent  | Dimosthenis Tampakos (GRE) | 9.737 |
| Médaille de bronze | Szilveszter Csollany (HUN) | 9.725 |

#### Saut
| Rang               | Gymnaste                  | Total |
| ------------------ | ------------------------- | ----- |
| Médaille d'or      | Dimitri Kasparovich (BLR) | 9.656 |
| Médaille d'or      | Marian Dragulescu (ROU)   | 9.656 |
| Médaille de bronze | Kanukai Jackson (GBR)     | 9.581 |

#### Barres parallèles
| Rang               | Gymnaste                   | Total |
| ------------------ | -------------------------- | ----- |
| Médaille d'or      | Vassílios Tsolakídis (GRE) | 9.837 |
| Médaille d'argent  | Mitja Petkovsek (SVN)      | 9.750 |
| Médaille de bronze | Alexei Sinkevich (BLR)     | 9.687 |

#### Barre fixe
| Rang               | Gymnaste            | Total |
| ------------------ | ------------------- | ----- |
| Médaille d'or      | Vlásios Máras (GRE) | 9.812 |
| Médaille d'argent  | Florent Marée (FRA) | 9.712 |
| Médaille de bronze | Igor Cassina (ITA)  | 9.687 |

## Tableau des médailles
| Rang  | Nation      | Or | Argent | Bronze | Total |
| ----- | ----------- | -- | ------ | ------ | ----- |
| 1     | Roumanie    | 4  | 1      | 1      | 6     |
| 2     | Grèce       | 2  | 1      | 0      | 3     |
| 3     | Biélorussie | 1  | 1      | 2      | 4     |
| 4     | Russie      | 1  | 1      | 1      | 3     |
| 5     | Bulgarie    | 1  | 1      | 0      | 2     |
| 6     | France      | 0  | 1      | 0      | 1     |
|       | Slovénie    | 0  | 1      | 0      | 1     |
| 8     | Italie      | 0  | 0      | 2      | 2     |
| 9     | Hongrie     | 0  | 0      | 0      | 1     |
|       | Royaume-Uni | 0  | 0      | 0      | 1     |
| TOTAL | TOTAL       | 9  | 7      | 8      | 24    |